# Hentriacontano
Hentriacontano, también llamado untriacontano, es un sólido hidrocarburo alcano de cadena larga con el fórmula estructural CH3(CH2)29CH3. 
Se encuentra en una variedad de plantas, incluyendo guisantes (Pisum sativum), Acacia senegal, Gymnema sylvestre y otras, y también comprende alrededor del 8-9% de cera de abeja. Tiene 10.660.307.791 isómeros constitucionales..